# Numéro cinq (Battlestar Galactica)
Pour les articles homonymes, voir Numéro cinq.
Numéro cinq (ou Numéro 5) est un personnage de fiction de la série télévisée Battlestar Galactica, interprété par Matthew Bennett.

## Caractéristiques du modèle
Le modèle cylon numéro cinq, connu parmi les humains sous le nom d'Aaron Doral, est un homme dans la trentaine. On le rencontre initialement à bord du battlestar Galactica, où il est chargé des relations publiques. Il apparaît ensuite au sein de la flotte Coloniale et sur Caprica. Au départ il semble avoir pour vocation de créer un réseau de relations publiques et son personnage ressemble un peu au stéréotype du vendeur de voitures d'occasion. 
Mais Doral est en réalité un agent cylon. La fonction de son modèle est de semer le trouble et la confusion, particulièrement lors de situations critiques. Ses modèles minent l'autorité qui menace leurs objectifs. Ils sont plus discrets que les pimpantes Numéro six, avec leur apparence d'homme ordinaire, affecté à des situations mineures comme la conversion du Galactica en musée. Avec les Numéro trois, ces modèles sont parmi les plus militants et fanatiques des objectifs cylons dont ils sont d'éloquents défenseurs.
Matthew Bennet décroche le rôle après avoir auditionné pour celui de Gaïus Baltar. Il considère que son personnage n'est pas celui d'un « méchant », mais qu'il agit conformément à une logique à laquelle il croit.

## Les copies: rôles et caractéristiques

### La copie chargée des relations publiques sur leGalactica
L'agent infiltré
Doral semble être exactement ce qu'il prétend dans les premières minutes de la mini-série : un chargé de relations publiques. Il coordonne la cérémonie du désarmement et du transfert du Galactica aux autorités civiles représentées par la ministre de l'éducation Laura Roslin. Durant la préparation de la cérémonie, il se moque du Galactica, le traitant d'antiquité et pointant du doigt les systèmes automatisés de défense, vulnérables aux interférences des Cylons.
Doral est efficace dans son rôle : il est poli, capable de se démener dans son travail sans déranger ceux qui travaillent autour de lui et sait gérer les médias. Il porte généralement un costume émeraude et une cravate.
Lorsque Laura Roslin prend la tête du Colonial Heavy 798 et communique aux passagers la nouvelle des attaques nucléaires sur les douze colonies, Doral proteste immédiatement : (« Eh attendez … Qui vous a dit de me donner des ordres ? »). Plus tard, Doral tente de convaincre le capitaine Lee Adama de reprendre le rôle de chef qu'a assumé Roslin. Le capitaine prend note du conseil mais soutient Roslin dans ses décisions, remettant Doral à sa place.
Le bouc émissaire
Peu après l'arrivée de Gaïus Baltar sur le Galactica, Doral devient le bouc émissaire dont Baltar a besoin pour se détourner les soupçons qui pourraient peser sur lui après l'attaque des Cylons, notamment en laissant entendre qu'il pourrait avoir saboté des équipements cruciaux. Numéro six manipule en partie les choix de Baltar mais celui-ci paraît agir de son propre chef.
Arrêté et jeté en prison, Doral clame son innocence et tente de se justifier en invoquant son histoire et les raisons qui l'ont placé là : il est né à Oasis, hameau voisin de Caprica City, et a grandi dans le sud de cette ville avant de partir pour Geminon, où il a étudié les relations publiques à l'université de Kobol.
L'agent des cylons
Plus tard, abandonné sur la Station Ragnar, Doral exhibe tous les symptômes observés chez l'agent cylon Leoben Conoy, confirmant sa nature de cylon et légitimant a posteriori le choix de Baltar.
En dépit de ses protestations d'innocence et des signes de terreur qu'il affiche dans sa cellule, il semble que cette copie de Doral ne soit qu'un agent dormant, analogue aux agents ayant infiltré la flotte dont il partage les caractéristiques. À l'inverse de Sharon « Boomer » Valerii, ce Doral semblait être au courant de sa véritable nature. Il est sauvé et débriefé par un groupe d'agents cylons, dont un autre Numéro Cinq.

### La copie chargée d'une mission suicide
Une copie de Doral parvient à déjouer les contrôles de sécurité du Galactica. Utilisant des explosifs qu'il vole dans un casier, il fabrique une bombe grossière et se fait exploser dans une coursive lorsqu'il est reconnu et interpellé par William Adama.
Starbuck suggère que le détecteur de cylons auquel travaille Gaïus Baltar était peut-être la cible de Doral, mais l'enquête du sergent Hadrian établit que le casier ouvert par Doral se trouvait relativement proche de l'aire d'accostage par laquelle Doral était sans doute arrivé. Dès lors, la présence du casier et du laboratoire de Baltar sur le même pont peut n'être que pure coïncidence.
Doral parcourt une grande partie du vaisseau avant de faire détoner la bombe, peut-être en quête d'une cible de choix, comme un membre de l'équipe de commande ou un lieu sensible.

### La copie de Caprica
Sur Caprica, Numéro cinq est un surveillant cylon qui collabore avec Numéro six pour mener à bon terme le projet Karl Agathon, dans lequel est aussi impliquée une copie de Sharon Valerii,,,. Il est repérable à ses vêtements rouges.
Cette copie témoigne d'une plus grande dureté envers les humains que Numéro six. Ainsi lorsque la cylon regrette qu'il soit nécessaire d'exterminer l'humanité pour attendre les objectifs cylons :

« Six : Tout ça me rend tellement triste.

Cinq : Ils se seraient détruits eux-mêmes de toutes manières. Ils méritent leur sort.

Six : Nous sommes les enfants de l'humanité. Cela fait d'eux nos parents en un sens.

Cinq : Vrai… mais les parents doivent mourir. C'est la seule manière pour les enfants de devenir eux-mêmes »

— Cylons humanoïdes numéros cinq et six, 
Plus tard, cependant, quand Numéro six réprouve l'affection de Valerii pour Agathon, et que l'expérience prend mauvaise tournure, Numéro Cinq témoigne pour la première fois d'une certaine curiosité pour la passion qui anime Helo : « Même angoissé, il semblait… tellement vivant. ».

### Autres copies
Un Numéro cinq fait partie des Cylons qui regardent le reportage de D'anna Biers. Il affirme que la vie de l'enfant hybride de Sharon et Helo doit être protégée à tout prix.
On voit plusieurs copies de Numéro cinq sur Caprica occupée par les Cylons lorsque Six de Caprica revient à la vie ; on apprend à cette occasion qu'il est le cinquième dans la série des douze modèles Cylon. Une copie de Doral fait partie des infirmiers de renaissance qui activent la Six de Caprica, puis Sharon Valerii du Galactica, les « Héroïnes de Guerre Cylons » revenues à la vie dans un nouveau corps. Il dit à Sharon Valerii que les Cylons sont fiers d'elle.
Une autre copie est serveur dans le café attaqué par le groupe de résistance de Samuel Anders, alors qu'un autre sauve Numéro Six et Sharon des ruines du garage plus tard le même jour.
Une copie fait également partie du groupe qui mène l'invasion de New Caprica aux côtés des « Héroïnes des Cylons ». Fidèle à sa personnalité de base, ce Numéro cinq est direct lorsqu'il insiste sur la reddition sans résistance des Coloniaux.